# Hadrian IV.

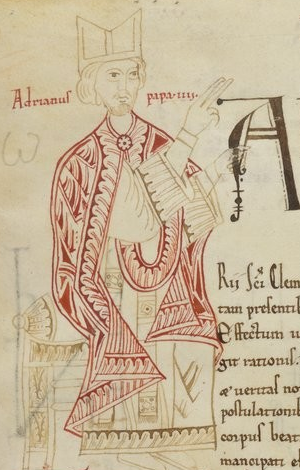
Papst Hadrian IV. neben seinem Privileg für San Clemente, aus dem Chronicon Casauriense (Ende des 12. Jahrhunderts)

Hadrian IV. (auch Adrian IV., * als Nicholas Breakspear zwischen 1100 und 1120 in St Albans, Hertfordshire, England; † 1. September 1159 in Anagni) war von 1154 bis zu seinem Tod der einzige Papst englischer Herkunft in der Kirchengeschichte.

## Leben und Wirken
Breakspear, der seine theologische Ausbildung in Frankreich erhalten hatte, wurde um 1145 Abt des Chorherrenstiftes St. Rufus bei Avignon. Eugen III. ernannte ihn im Jahre 1149 zum Kardinalbischof von Albano. Von 1152 bis 1154 weilte er als päpstlicher Legat in Skandinavien, wo er das Erzbistum Nidaros (heute: Trondheim) errichtete. Auf der Synode von Linköping 1153 legte er als Legat die Grundlage für eine der römischen nahestehende schwedische Kirche.
Am 4. Dezember 1154 wurde er zum Papst gewählt und tags darauf inthronisiert. Als erstes verhängte der Papst über Rom ein Interdikt, nachdem es von Arnold von Brescia und der Opposition des stadtrömischen Adels bereits während des Pontifikats von Papst Eugen III. 1146 zur Republik erklärt worden war. In Rom regte sich der Freiheitsdrang, dem sich mit dem Papst und dem deutschen König Friedrich I. Barbarossa ein national-absolutistisches Denken entgegenstellte. Hadrian IV. verlangte im Gegenzug für die Kaiserkrönung, wie im Vertrag von Konstanz im März 1153 zwischen Papst Eugen III. und Friedrich Barbarossa vereinbart, dass der Kaiser den Papst gegen den aufständischen Römischen Senat, byzantinische und normannische Besitzansprüche in Italien verteidigen sollte. Ohne päpstliche Zustimmung sollte der Kaiser keinen Frieden mit Normannen und Römern schließen und die päpstliche Herrschaft über die römische Kirche wiederherstellen.
Wegen des Interdikts floh Arnold von Brescia 1154 aus Rom in die Toskana, wo er dem deutschen König auf dem Weg zu dessen Kaiserkrönung in Rom in die Hände fiel. Als Zeichen seines guten Willens lieferte Friedrich Barbarossa den Gründer der römischen Republik dem Papst aus, der Arnold von Brescia als Ketzer verurteilen und im Juni 1155 hängen ließ.
Am 18. Juni 1155 krönte der Papst König Friedrich Barbarossa in der Basilika Alt-St. Peter zum Kaiser. Unmittelbar nach der Krönung kam es zu einem Aufstand der stadtrömischen Bevölkerung, die den Papst gefangen setzen wollte. Kaiser und Papst begaben sich in den Schutz des kaiserlichen Heeres, das auf den Neronischen Wiesen an der Stadtmauer Roms lagerte. Bis in die Nacht kämpften kaiserliche und päpstliche Truppen gegen die aufständischen Römer. Bei den erbitterten Kämpfen behielten die Truppen des Kaisers zwar letztlich die Oberhand. Dennoch ging Friedrich Barbarossa, entgegen dem Konstanzer Vertrag, nicht gegen die Stadtbevölkerung vor und stellte auch die Herrschaft des Papstes über die Stadt nicht wieder her. 
Nachdem zwischen den italienischen Seemächten Genua und Pisa Streitigkeiten ausgebrochen waren, unterblieb die für einen Feldzug gegen die Normannen auf Sizilien erforderliche Flottenunterstützung. Aufgrund der Weigerung der Fürsten, sich an einem Krieg gegen Sizilien zu beteiligen, stellte der Kaiser seinen Heerzug gegen Sizilien ein. Hadrian konnte erst im dritten Jahr seines Pontifikats nach Rom zurückkehren.
Der Papst führte einen Krieg gegen den normannischen König Wilhelm I. von Sizilien, weil er seine Herrschaft über Rom und das von ihm beanspruchte Territorium des Kirchenstaates, das Patrimonium Petri, bedroht sah. Mit byzantinischer Hilfe griff der apulische Aufstand immer weiter um sich. Die Normannen schlugen sich erfolgreich gegen die Byzantiner und nahmen ihnen das kurz zuvor eroberte Brindisi wieder ab. Angesichts dieser Entwicklung vermittelte Hadrian IV. einen dreißigjährigen Frieden zwischen Byzanz und Sizilien und schloss im Juni 1156 den Vertrag von Benevent mit den Normannen, in dem der Papst Wilhelm endgültig als König anerkannte. Als Gegenleistung bestätigte der König die Lehnshoheit des Papstes über seinen Staat. In den folgenden Jahren bewährten sich die Normannen als weltliche Schutzmacht des Papstes, vor allem im Konflikt mit der Stadt Rom, und stellten so die Position des Kaisers in Frage. Damit stellte der Vertrag von Benevent einen wichtigen Schritt im Loslösungsprozess kaiserlicher und päpstlicher Herrschaft voneinander dar.
Doch schließlich geriet Hadrian in Konflikt mit Kaiser Friedrich: Auf dem Reichstag von Besançon im Oktober 1157 überbrachte der päpstliche Kanzler und Legat Rolando Bandinelli zusammen mit Bernhard von San Clemente dem Kaiser ein Schreiben, das maßgeblich vom päpstlichen Kanzler verfasst worden war. In diesem wurde die kaiserliche Würde als päpstliches beneficium bezeichnet, was eigentlich „Wohltat“ bedeutet, von Friedrichs Kanzler, dem späteren Kölner Erzbischof Rainald von Dassel, aber verschärfend als „Lehen“ übersetzt wurde. Der Kaiser war empört. Er bestand auf die Prärogativen des Reiches. Doch auch die päpstlichen Legaten widersprachen der verschärften Übersetzung nicht, im Gegenteil: Rolando Bandinelli goss mit seiner Äußerung „Von wem hat der Kaiser sein Amt inne, wenn nicht vom Herren Papst?“ (A quo ergo habet, si a domno papa non habet imperium?) noch Öl ins Feuer. Es kam zum Eklat und der anwesende Pfalzgraf Otto I. von Wittelsbach bedrohte Bandinelli gar mit dem Schwert. Auf Anweisung Friedrichs wurde den Legaten jedoch freies Geleit für die Heimreise gewährt.

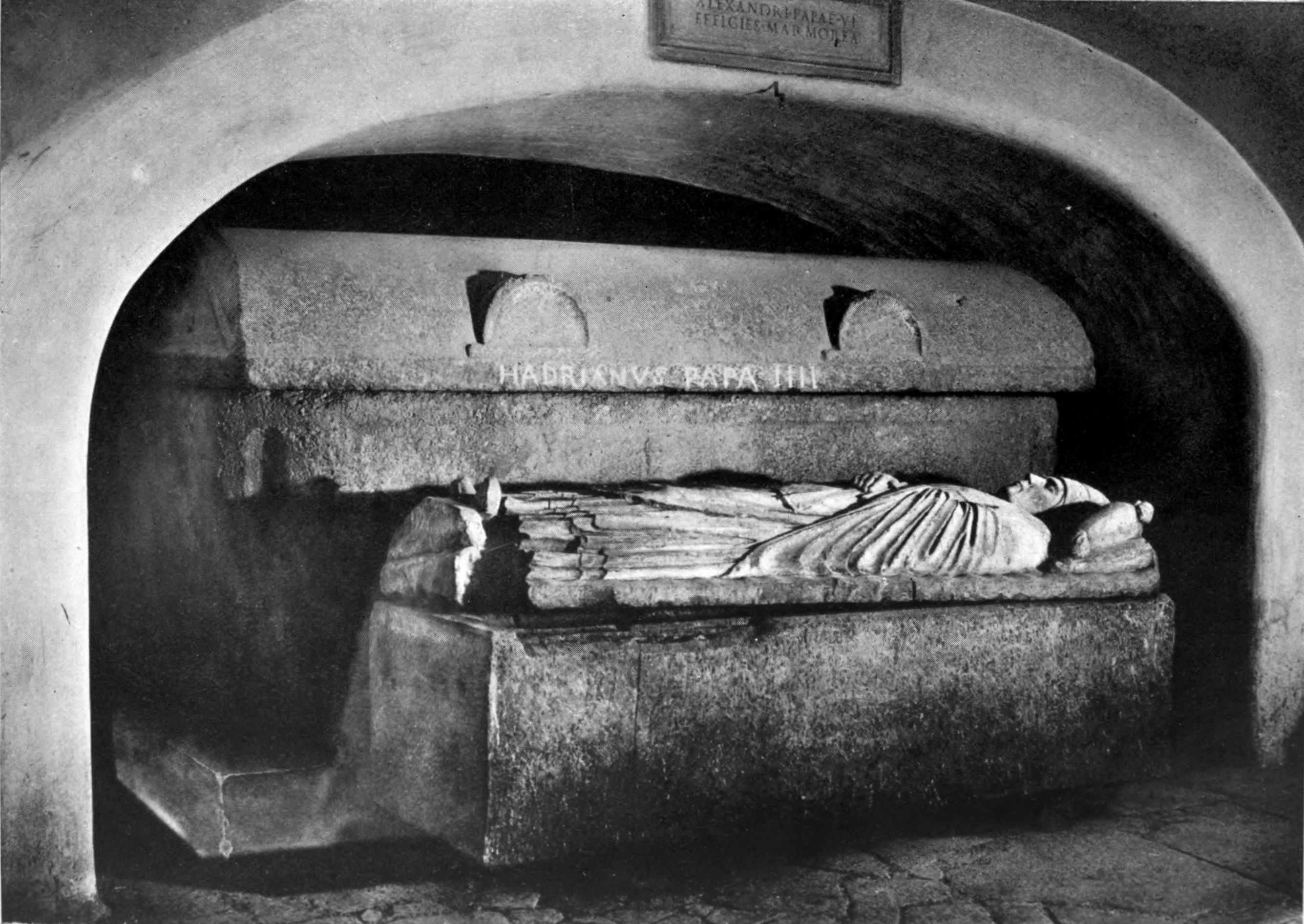
Grab Papst Hadrians IV. im Vatikan (Photo 1914)

Friedrich Barbarossa lehnte den Machtanspruch des Papstes mit Unterstützung der deutschen Bischöfe ab. Aus Furcht vor einem erneuten Investiturstreit und einem Schisma musste der Papst einlenken, indem er den Begriff beneficium als Wohltat (bonum factum) und nicht als Lehen (feudum) erklärte. Doch zwischen Kaiser und Papst herrschte nur ein Waffenstillstand, kein Friede; das Misstrauen blieb. November 1158 stellte Kaiser Friedrich auf den Roncalischen Feldern die durch die norditalienischen Städte bedrohte Vormachtstellung Reichsitaliens wieder her. Dadurch sah der Papst, der an den Spannungen beteiligt war, den Kirchenstaat bedroht. Burchard von Ursberg berichtet zu diesem Zeitpunkt von einer geplanten Verschwörung gegen Friedrich Barbarossa. Dem Papst wurde von Wilhelm von Sizilien und italienischen Edelmännern eine große Geldsumme angeboten, falls er den Kaiser im Gegenzug exkommunizierte. Hadrian war im Begriff, den Kaiser zu exkommunizieren, als er in Anagni am 1. September 1159 angeblich durch eine Fliege in seinem Wein erstickte. Die wahrscheinlichere Todesursache war vermutlich ein Peritonsillarabszess.
Die Echtheit der 1155 verfassten, für Irland entscheidenden Bulle Laudabiliter ist umstritten. Der Papst ermunterte danach den englischen König Heinrich II. zur Eroberung der Insel. Sechzehn Jahre später hatte Heinrich die Insel erobert. Mit der Genehmigung verband der Papst auch die Lehensansprüche Roms über Irland.

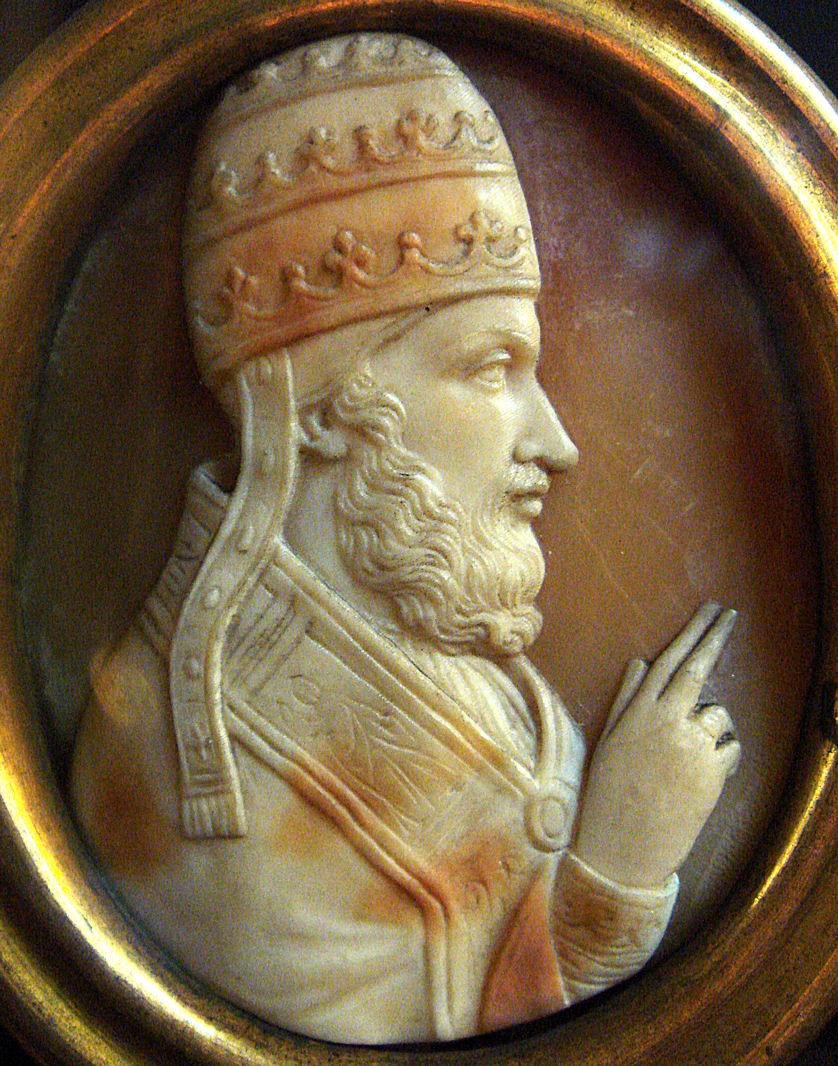
Kamee aus der Kathedrale Notre-Dame de Paris mit einer Darstellung von Papst Hadrian IV. aus dem 18. Jahrhundert

Im Jahr 1172 soll in einem Schreiben des Nachfolgers Hadrians, Alexander III., die Herrschaft Heinrichs über Irland bestätigt worden sein.